# 崩如语
崩如语(Tadə Baŋru或Tadʑu Baŋru)、Ləvai(Ləwjɛ)或北达迈语是库朗库美县北部Sarli一种语言，使用人数约1500人。长久以来一直因为缺乏记录而不能将其归类，现在一般认为其和达迈语有关。

## 分布
Blench (2015)引用Ramya (2012)，:1-12列出13个崩如(北达迈语)村庄。
在中国，崩如语分布在西藏山南市隆子县比夏乡结列、巴洛、夏德、利、利拉齐和嘎朗洛等村(Li 2003)。:64-80崩如语还分布在许多邻近的苏龙族聚居区，主要在隆子县三安曲林乡。崩如语名称有ləʔ˧˩ wai˥(内名)、pɤn˧˩ ru˥(邦尼语外名)和bu˧ zuai˥ bi˧(苏龙语外名)。还有6人生活在中国国境一侧的斗玉一村。李大勤 (2003)报告截至1980年约有1600崩如族，2003年约有2千。

崩如族在库朗库美县占常住居民的10%以下，因此大多数崩如语使用者还能说一种尼西语方言。:66–123崩如语使用者组成了Sarli镇40%的人口，也有少数苏龙语使用者。
崩如人自称为taːdə或taːdʑuː baŋruː，称东达迈语和西达迈语分别为waːduː和baŋruː。崩如人自称他们是太阳的后代(ʔaseː lədʑuwjɛː)，而达迈人则是迁徙到东卡门县Lada的儿子的后代。有5个崩如部落：
- Pisa (pədʑoː dʑuː)
- Melo (məloː dʑuː)
- Tagang (təgaŋ dʑuː)
- Mili (məli dʑuː)
- Sape (saːpə)

崩如传统宗教的核心是对太阳和月亮的崇拜(“我们的月亮爷爷”ʔaloː ləbãĩ和“我们的太阳婆婆”ʔaseː lədʑuwjɛː；另见Donyi-Polo)，但现在正逐渐被基督教替代。